# Englebertus Mollin
Englebertus „Bart” Mollin (ur. 5 lipca 1904 w Antwerpii, zm. w maju 1945 w obozie Theresienstadt) – belgijski zapaśnik walczący w obu stylach. Olimpijczyk z Paryża 1924, gdzie zajął dwudzieste miejsce w wadze lekkiej, w stylu klasycznym.
Srebrny medalista mistrzostw Europy w 1930 roku.
Brat Pierre Mollina, zapaśnika i olimpijczyka z Amsterdamu 1928. Dziadek Henri Mollina,  narciarza alpejskiego i olimpijczyka z Lake Placid 1980 i Sarajewa 1984. Pradziadek Barta Mollina, narciarza alpejskiego i olimpijczyka z Vancouver 2010.

## Turniej wParyżu 1924
| Konkurencja            | Walki                | Walki                | Klas. końcowa |
| Konkurencja            | Przeciwnik I         | Przeciwnik II        | Miejsce       |
| ---------------------- | -------------------- | -------------------- | ------------- |
| 67,5 kg styl klasyczny | Paul Parisel (FRA) P | Ludwig Sesta (AUT) P | 20.           |